# Alexei Wiktorowitsch Tschurin
Alexei Wiktorowitsch Tschurin (russisch Алексей Викторович Чурин; * 27. Mai 1980) ist ein russischer Biathlet.
Alexei Tschurin debütierte auf internationaler Ebene 2000 bei den Junioreneuropameisterschaften in Zakopane. Neben einem fünften Platz im Einzel als beste Platzierung in einem Einzelrennen gewann Tschurin mit der Staffel, zu der auch Iwan Tscheresow gehörte, die Goldmedaille. Bei der sich anschließenden Juniorenweltmeisterschaft in Hochfilzen gewann er mit der Staffel, zu der nun auch Nikolai Kruglow gehörte, Silber hinter der deutschen Staffel. 2003 machte er in Ridnaun sein erstes Rennen im Europacup und wurde 25. im Sprint. Schon bei der nächsten Europacupstation in Obertilliach wurde er Dritter im Einzel und gewann das Sprintrennen. Bei seinem Höhepunkt der Saison 2003/04 gewann er bei den Europameisterschaften die Bronzemedaille im Einzel. Sein Weltcupdebüt feierte er 2007 in Chanty-Mansijsk. Nach einem 47. Platz im Sprint konnte er in der Verfolgung bis auf den 18. Platz vorlaufen und erstmals Weltcuppunkte gewinnen.

## Platzierungen im Biathlon-Weltcup
Die Tabelle zeigt alle Platzierungen (je nach Austragungsjahr einschließlich Olympische Spiele und Weltmeisterschaften).
- 1.–3. Platz: Anzahl der Podiumsplatzierungen
- Top 10: Anzahl der Platzierungen unter den ersten zehn (einschließlich Podium)
- Punkteränge: Anzahl der Platzierungen innerhalb der Punkteränge (einschließlich Podium und Top 10)
- Starts: Anzahl gelaufener Rennen in der jeweiligen Disziplin

| Platzierung                      | Einzel | Sprint | Verfolgung | Massenstart | Staffel | Gesamt |
| -------------------------------- | ------ | ------ | ---------- | ----------- | ------- | ------ |
| 1. Platz                         |        |        |            |             |         |        |
| 2. Platz                         |        |        |            |             |         |        |
| 3. Platz                         |        |        |            |             |         |        |
| Top 10                           | 1      | 1      | 1          |             |         | 3      |
| Punkteränge                      | 1      | 3      | 5          | 4           |         | 13     |
| Starts                           | 2      | 8      | 7          | 4           |         | 21     |
| Stand: nach der Saison 2009/2010 |        |        |            |             |         |        |